# Шулд (Ар)
Шулд (њем. Schuld) општина је у њемачкој савезној држави Рајна-Палатинат. Једно је од 74 општинска средишта округа Арвајлер. Према процјени из 2010. у општини је живјело 742 становника. Посједује регионалну шифру (AGS) 7131074.

## Географски и демографски подаци
Шулд се налази у савезној држави Рајна-Палатинат у округу Арвајлер. Општина се налази на надморској висини од 250- 350 метара. Површина општине износи 5,9 km². У самом мјесту је, према процјени из 2010. године, живјело 742 становника. Просјечна густина становништва износи 125 становника/km².